# Шлем Л’Эплатенье

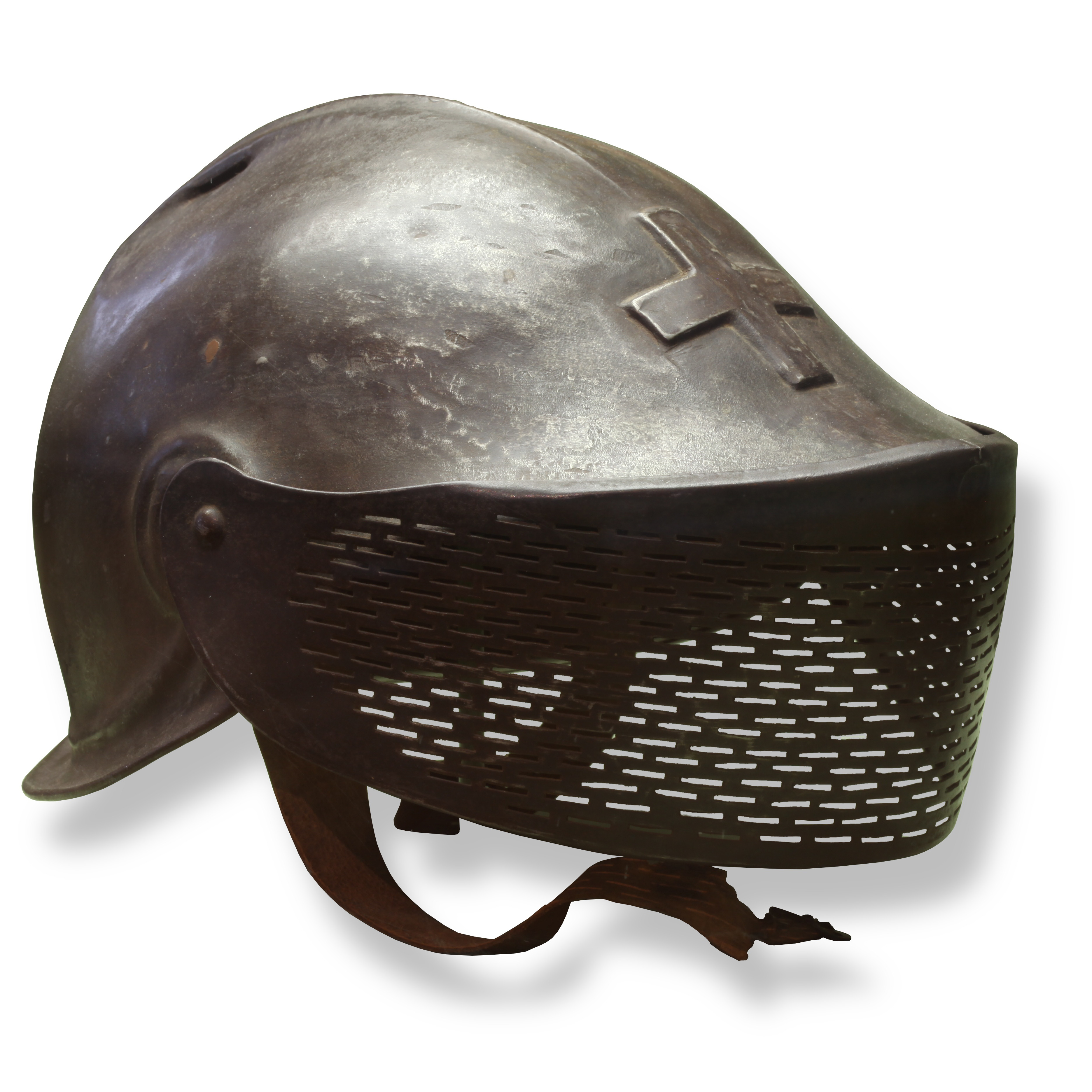
Шлем разработки Шарля л’Эплатенье

Шлем Л’Эплатенье — прототип боевого шлема, разработанный для швейцарской армии художником Шарлем Л’Эплаттенье в 1916 году. Он был сочтен слишком дорогим для массового производства, поэтому его отвергли в пользу более простой и дешёвой конструкции.

## История
Начало Первой мировой войны было сочтено достаточно важным, чтобы Швейцария провела всеобщую мобилизацию 3 августа 1914 года. Были собраны три дивизии, которые усилили оборону на границах, чтобы предотвратить возможное распространение боевых действий на территорию Швейцарии. Внедрение стальных шлемов М1916 и Адриана в Германии и Франции соответственно побудило швейцарскую армию поручить Шарль Л’Эплатенье, патриотически настроенному художнику и скульптору, разработать подходящий образец общевойскового шлема. К 1916 году вступление Швейцарии в войну становилось все менее вероятным, что позволило Л’Эплатенье рисовать романтические картины швейцарских сражений. Швейцарское военное министерство было заинтересовано в том, чтобы получить стальной шлем, сравнимый по функциям с зарубежными моделями, а также обладавшим чертами, отличительными от иностранных образцов за счет достижения эстетического превосходства .
Конечный результат напоминал франко-американский шлем Дюнана 1916 года, однако он был глубже по бокам и длиннее над бровями, а также имел характерный швейцарский крест, отштампованный на лбу. Съемная подкладка держится на держателе из ротанга, над ним в двух пересекающихся дугах находится небольшая подушка, поддерживающая основной вес шлема. Впервые шлем был представлен публике 15 сентября 1917 года, когда командир дивизии Третойенс де Лойс позировал с ним на несанкционированной фотосессии, которая была включена в выпуск Schweizer Illustrierte. Шлем хвалили за красоту, оригинальность и швейцарский характер. Вторая версия шлема была выпущена в 1918 году с уменьшенным размером забрала. От него отказались из-за сложного производственного процесса и заменили более простой моделью, разработанной старшим лейтенантом Паулем Бешем. В новом шлеме убрали забрало (сочтенное излишним) и рельефный крест, что позволило изготовить его из цельного листа никелевой стали .
Л’Эплатенье отмежевался от новой модели шлема как от плохой имитации штальхельма, а также подал иск против швейцарского правительства, который принес ему 30 000 швейцарских франков. Единственное применение шлема произошло в день перемирия, когда войска наблюдали за ходом всеобщей забастовки, организованной революционными социалистами. Второй иск был подан в 1930 году немецкой компанией Tarfwerke, в которой утверждалось, что швейцарцы незаконно воспользовались имеющимся у них патентом. Иск был отклонен Швейцарским федеральным судом, однако Tarfwerke настаивала на своем, подав заявление о нарушении прав культурных ценностей и в конечном итоге выиграв 5000 рейхсмарок . 